# Den tredje dagens kyla
Den tredje dagens kyla är den tredje delen i John Marsdens bokserie.
- Originaltitel: The third day, the frost
- Utgivningsår: 1996

## Utgåvor på svenska
- 1997 - Tredje dagens kyla ISBN 91-638-3399-9
- 1998 - Den tredje dagens kyla ISBN 91-638-3578-9
- 2000 - Den tredje dagens kyla ISBN 91-638-3816-8
- 2000 - Den tredje gradens kyla ISBN 91-622-2413-1
- 2005 - Den tredje dagens kyla ISBN 91-638-4626-8

| Föregående bok: När natten är som mörkast | Serien om Wirrawee | Nästa bok: Nu är mörkrets tid |